# Landhaus Kurt Albrecht
Das Landhaus, das sich der Fabrikbesitzer Kurt Albrecht errichten ließ, liegt im Augustusweg 82 im Stadtteil Oberlößnitz der sächsischen Stadt Radebeul. Das Gebäude entwarf 1909 der Architekt Max Steinmetz. Mit dem Baurevisionsdatum vom Juni 1912 stammt das Gebäude aus der Übergangszeit der Auflösung der Baufirma Gebrüder Ziller. Entsprechend erfolgte die Bauausführung durch die Baufirma Ernst Mehlig.

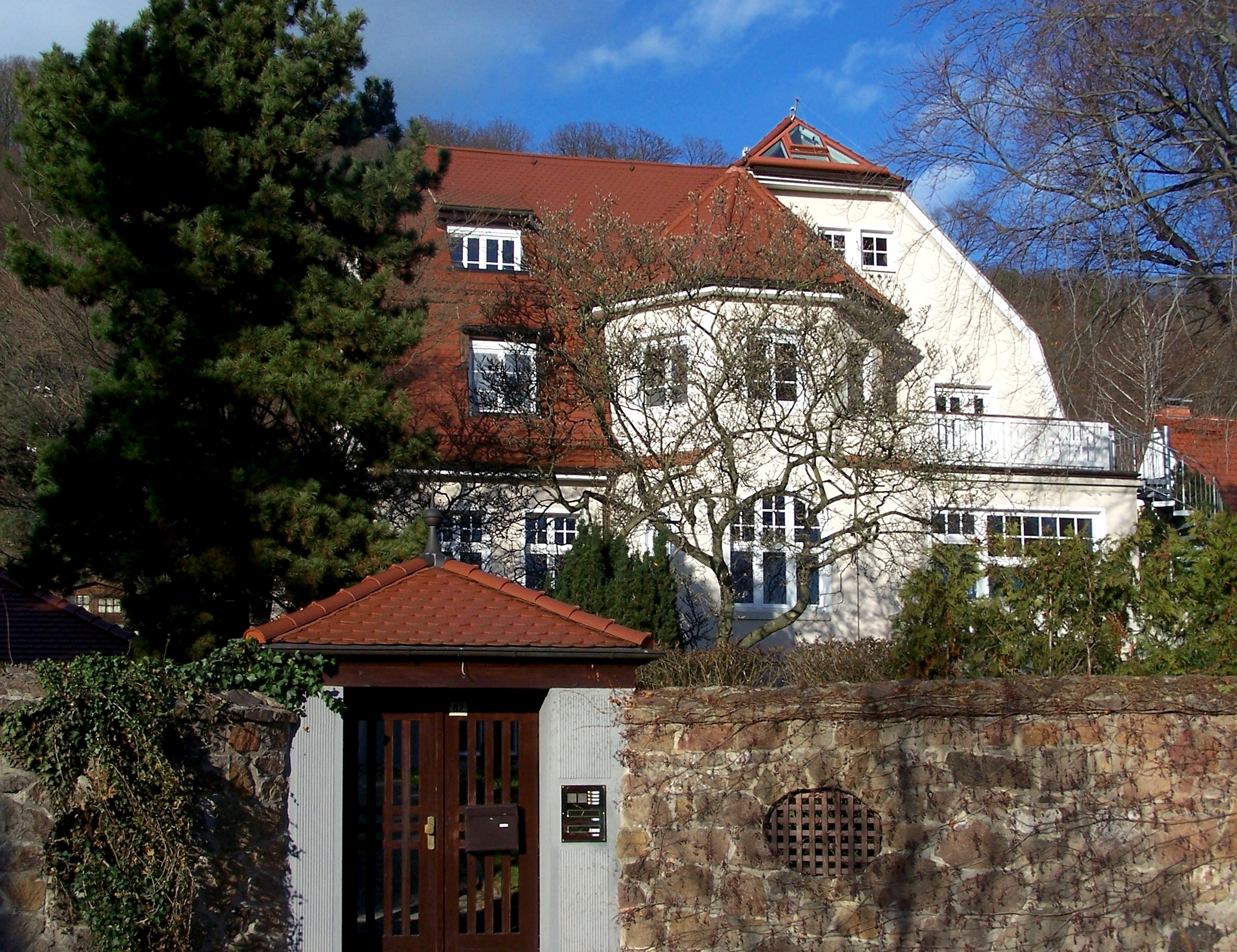
Landhaus Kurt Albrecht

## Beschreibung

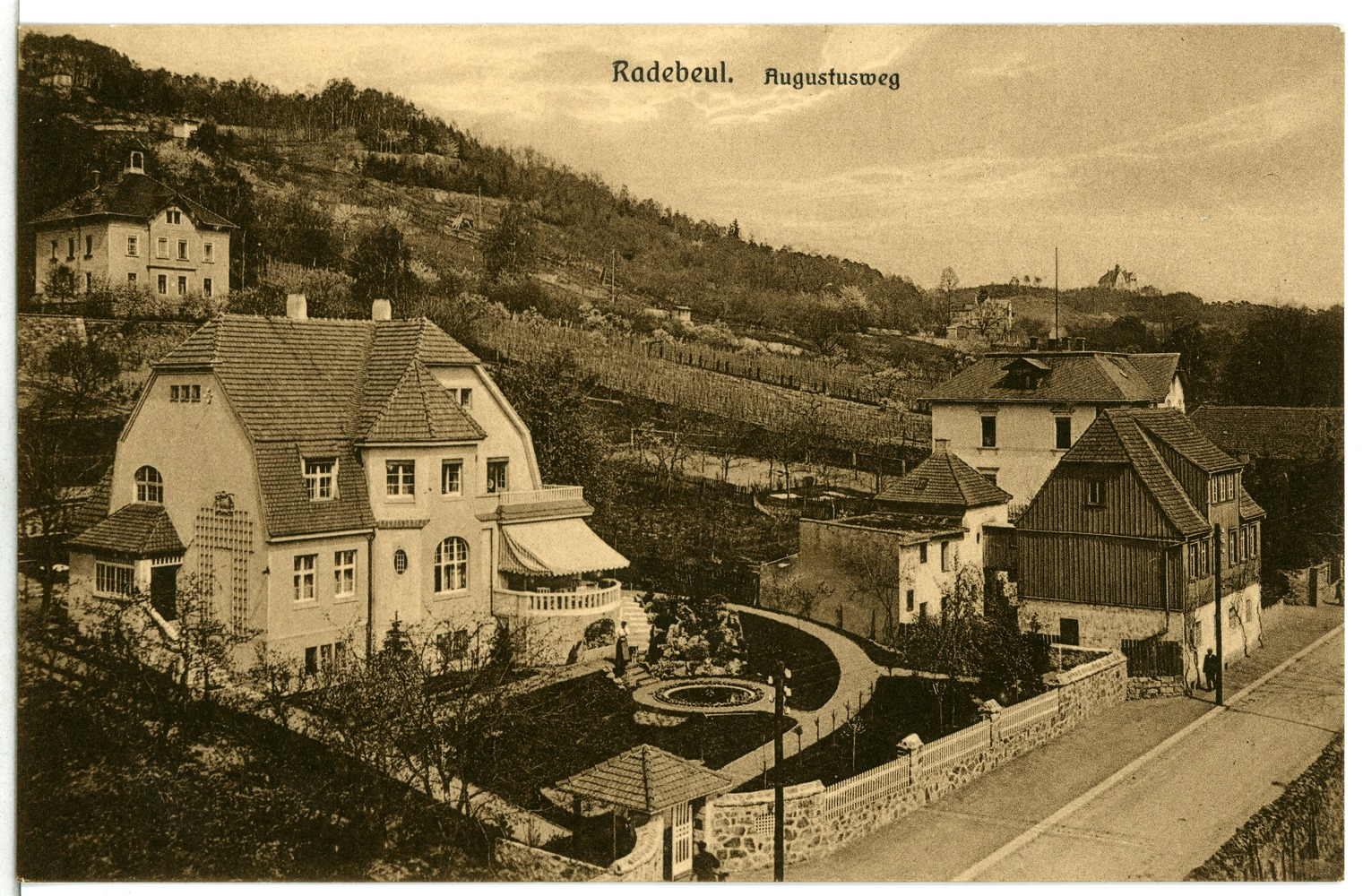
Landhaus Kurt Albrecht, 1911. Am Berghang oberhalb: Augustusweg 88

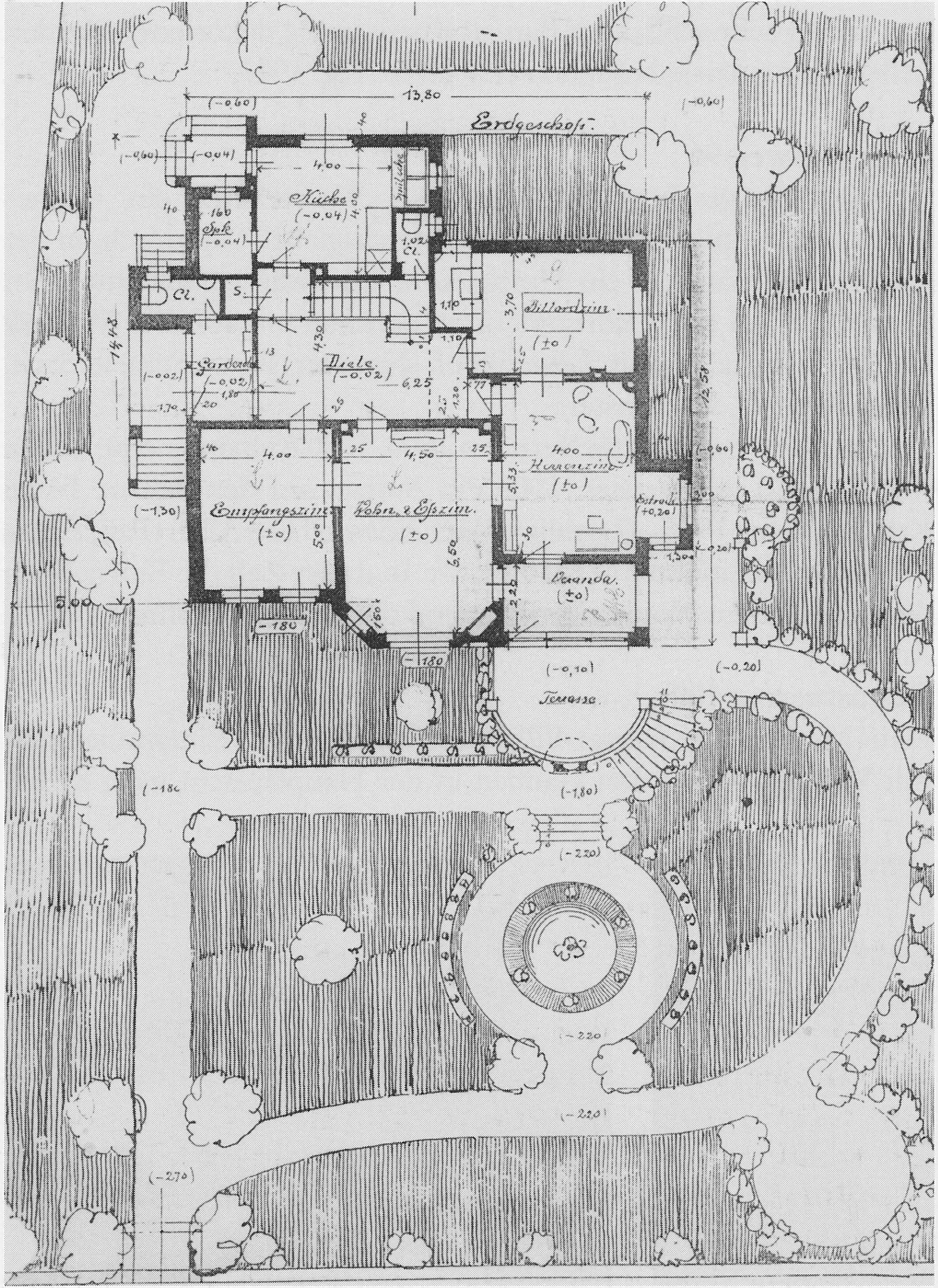
Planzeichnung um 1909

Das zweigeschossige, mit Villengarten und Einfriedung unter Denkmalschutz stehende Landhaus liegt in einem großen Gartengrundstück, das als Werk der Landschafts- und Gartengestaltung gilt. In diesem hat sich ein ursprüngliches Wasserbassin erhalten.
Der Putzbau mit „recht bewegtem Grund- und Aufriss“ sowie unterschiedlichen Fensterformen hat ein ausgebautes Mansarddach. Mittig in der Straßenansicht steht ein großer Standerker, neben dem sich rechts vor einem Krüppelwalmgiebel eine Veranda mit Austritt obenauf sowie eine vorgelagerte halbrunde Terrasse befinden. In der linken Seitenansicht findet sich der Eingang.
Die Einfriedung erfolgt durch eine Bruchsteinmauer mit einer überdachten Eingangspforte.
Das Anwesen liegt im Denkmalschutzgebiet Historische Weinberglandschaft Radebeul und im Landschaftsschutzgebiet Lößnitz.